# Die Brücke nach Terabithia
Die Brücke nach Terabithia (Originaltitel: Bridge to Terabithia) ist ein Kinder- und Jugendbuch der US-amerikanischen Schriftstellerin Katherine Paterson. Die erste Auflage des Dramas mit Illustrationen von Donna Diamond erschien in der Originalsprache 1977. In deutscher Sprache erschien das Werk erstmals 1981 in der Edition Sven Bergh nach einer Übersetzung von Ursula von Wiese. Diese Ausgabe trug den deutschen Titel Die Brücke ins andere Land. Im Zuge der DVD-Veröffentlichung der neuesten Kinoverfilmung des Romans brachte der Verlag Ravensburger am 1. September 2007 eine Neuauflage des Romans mit dem wortgetreu übersetzten Titel Die Brücke nach Terabithia heraus. Für diese Ausgabe wurde das Buch von Vanessa Walder neu übersetzt.
Für Die Brücke nach Terabithia wurde Paterson u. a. 1978 mit der Newbery-Medaille ausgezeichnet.

## Inhalt
Jess Aarons ist ein etwas schüchterner und verträumter Außenseiter, der als einziger Junge in einer großen Familie mit vier Schwestern lebt und daher keinen leichten Stand hat. Seine Mutter Nancy ist oft an der Grenze ihrer Belastbarkeit und sein Vater Jack ist dauernd dienstlich unterwegs und hat wenig Zeit für seine Kinder. Um seinen Mitschülern zu beweisen, dass er etwas drauf hat, trainiert Jess den ganzen Sommer über für ein wichtiges Rennen. Jess ist zwar schneller als alle seine Klassenkameraden, aber dieses Rennen gewinnt ausgerechnet ein an der Schule neues Mädchen: Leslie Burke, die als Einzelkind mit ihren Eltern neu in die Nachbarschaft von Jess gezogen ist.
Wegen seiner Niederlage im Rennen kann Jess Leslie zunächst nicht leiden. Doch Leslie ist aufgeschlossen und gewinnt Jess’ Herz. Durch ihre überschäumende Phantasie beeindruckt sie Jess und regt seine Kreativität und seine bisher geheimgehaltene Leidenschaft für das Malen an. Die beiden werden schnell gute Freunde, da auch Leslie an der neuen Schule eine Außenseiterin ist. Die Nachmittage verbringen sie in einem nahe gelegenen Wald, wo sie das Phantasiereich „Terabithia“ erfinden, das sich nur erreichen lässt, wenn man sich an einem alten Seil über einen kleinen Fluss schwingt. Um die oftmals widrigen Situationen im Schul- und Familienalltag besser verarbeiten zu können, stellen sie sich vor, dass sie als König und Königin über Terabithia herrschen und im Kampf gegen mächtige Trolle bestehen müssen. So oft es geht treffen sich die beiden in ihrem geheimen Reich, in dem sie zusammen zahlreiche Abenteuer mit Phantasiewesen erleben.
Eines Tages entscheidet sich Jess jedoch bewusst gegen Leslie, als seine Musiklehrerin Miss Edmunds, in die er heimlich verknallt ist, ihn einlädt, mit ihr gemeinsam nach Washington zu fahren und dort die nationale Kunstgalerie zu besuchen. Da Jess sich brennend für Kunst interessiert, nimmt er das Angebot an. Während er sich mit seiner Lehrerin in Washington aufhält, versucht Leslie allein nach Terabithia zu gelangen. Da geschieht ein schrecklicher Unfall: Das Seil reißt, das Mädchen stürzt sehr schwer und stirbt an ihrer schweren Kopfverletzung.
Jess ist unendlich traurig und hat große Schuldgefühle. Die Erwachsenen nehmen ihn nun plötzlich wahr und versuchen ihm mit viel Verständnis entgegenzukommen, aber Jess lehnt ihre Hilfe vorerst ab. Auch ihn bisher mobbende Mitschüler fassen ihn nun nicht mehr an bzw. weichen zurück, wenn er kommt. Jess braucht lange, um den Tod seiner Freundin zu verarbeiten. Durch die Stärke und den Mut, die ihm seine tiefe Freundschaft zu Leslie verleiht, gelingt es ihm schließlich, seine Trauer zu überwinden. Mit Brettern vom Haus der Burkes, die wieder fortgezogen sind, baut er für sich und seine kleine Schwester May Belle eine Brücke nach Terabithia.

## Hintergrund
Die Idee zu ihrem Buch kam der Autorin nach einem tragischen Unglück. Eine gute Freundin ihres Sohnes David, Lisa Hill, war im August 1974 an einem Blitzschlag gestorben, und Paterson überlegte, wie sie ihrem Kind helfen konnte, mit diesem Verlust umzugehen.
Sie erdachte daraufhin eine Handlung, in der die Hauptperson mit einer ähnlichen Situation konfrontiert wird. Da sie bereits mehrfach Fantasy-Elemente in ihre Bücher einfließen ließ, setzte sie dies auch bei Die Brücke ins andere Land ein. Durch die Kraft der Phantasie und die tiefe Freundschaft zu seiner verstorbenen Kameradin Leslie kann der Romanheld schließlich seine Schuldgefühle und seine Trauer überwinden. Diese Auseinandersetzung mit dem Tod findet sich auch in späteren Werken der Autorin wieder. Sie ist der Ansicht, dass Kinder auch mit diesem Thema konfrontiert werden sollten.
Im Vorwort schreibt die Autorin, dass sie das Buch zunächst nur ihrem Sohn gewidmet hatte, er sie jedoch – nachdem er die Geschichte gelesen hatte – bat, auch den Namen von Lisa Hill daneben zu setzen.
Der Name des Phantasiereiches Terabithia ist eine Reverenz an die Fantasy-Buchreihe Die Chroniken von Narnia des britischen Autors C. S. Lewis, die Paterson sehr schätzt. Darin wird mehrfach eine Insel mit dem ähnlichen Namen „Terebinthia“ erwähnt. Im Roman „Bridge to Terabithia“ gibt Leslie die Chroniken von Narnia ihrem Freund Jess als Lektüre, damit er lernen kann, wie man sich als König benimmt.
Das Buch gehört in den USA zu den meist ausgeliehenen Büchern im Zeitraum zwischen 1990 und 2000 und wird in englischsprachigen Ländern oft im Schulunterricht eingesetzt.

## Verfilmungen
Die Romanvorlage wurde bisher zwei Mal verfilmt:
- 1985: Bridge to Terabithia (Fernsehen, Realfilm) nur in den USA und Kanada ausgestrahlt
- 2007: Brücke nach Terabithia (Kino, Realfilm)